# Калашников, Максим Александрович
Максим Александрович Кала́шников (настоящее имя — Влади́мир Алекса́ндрович Кучере́нко; род. 21 декабря 1966, Ашхабад, Туркменская ССР, СССР) — советский и российский журналист, общественный и политический деятель, писатель-футуролог и публицист. Член Федерального совета «Партии Дела».
Вместе с «Партией Дела» поддержал В. В. Путина на президентских выборах 2024 года, поддерживает войну против Украины, опираясь на позицию Игоря Стрелкова.

## Биография
Родился в семье журналиста Александра Васильевича Кучеренко. С 1978 года жил в Одессе, где его отец стал корреспондентом «Правды» по Одесской, Николаевской, Крымской и Херсонской областям. В 1983 году окончил школу № 35 и тогда же поступил на исторический факультет Одесского университета.
С 1985 по 1987 год служил в рядах Вооружённых сил СССР. Службу проходил в рядах Внутренних войск МВД СССР, закончил службу в июле 1987 года в звании старшего сержанта.
В 1991 году окончил исторический факультет МГУ.
Журналистская карьера:
- с 1987 года — внештатный корреспондент отдела науки газеты «Вечерняя Москва»[5][нет в источнике];
- с 1989 по 1991 год — корреспондент отдела науки и образования «Вечерней Москвы»;
- с 1991 по 1993 год — обозреватель еженедельника «Мегаполис-Экспресс»;
- с 1994 по 2001 год — правительственный обозреватель «Российской газеты»;
- 2002 год — заместитель главного редактора газеты «Стрингер»;
- с 2003 по 2004 год — работа в журнале «Русский предприниматель»;
- с 2006 по 2009 год — работа в интернет-журнале RPMonitor;
- с 2009 года — работа в веб-журнале Globoscope и журнале «Сверхновая реальность»;
- с 2010 — совместно с И. В. Бощенко снимает видеоролики от имени видеоканала «Нейромир-ТВ», выкладываемые на видеохостингах.

С 31 октября 2012 года — член Генерального совета ВПП «Партия Дела», продюсер YouTube-канала «Рой ТВ».
Регулярно публикуется в открытой электронной газете «Форум.мск», а также ведёт блог в Живом Журнале. "Культовым блоггером" называла его Дарья Митина. 
11 сентября 2010 года избран секретарём по стратегическому развитию Центрального совета партии «Родина: здравый смысл».
В январе 2016 года стал одним из учредителей «Комитета 25 января». Движение изначально декларировало нейтралитет по отношению к действующей власти, но в мае в своём манифесте «отказало нынешнему политическому режиму в поддержке», требуя восстановления политических и гражданских свобод, реабилитации политзаключённых, снижения административного давления на бизнес, «территориального расширения российского государства» и пересмотра «незаконных сделок» по приватизации.
В 2017 году совместно с писателем Ю. И. Мухиным и общественным деятелем Я. Е. Джугашвили учредил Автономную некоммерческую организацию по проведению научных исследований и экспериментов для создания теории возникновения живых организмов и управления жизнедеятельностью на всех стадиях жизненного цикла «Бессмертие жизни».
С 4 апреля по 2 ноября 2020 года — главный редактор газеты «Военно-промышленный курьер».

## Письма президенту
В качестве ответа на статью президента страны Дмитрия Медведева «Россия, вперёд!» опубликовал открытое письмо с предложениями по инновационному развитию. Письмо дошло до адресата, что было показано по телевидению. В письме было высказано мнение о необходимости создания «национальной инновационной системы». Калашников предложил создать при президенте Российской Федерации Высший инновационный совет народного хозяйства, а также структуру, аналогичную DARPA — управлению исследовательских проектов Министерства обороны США.
Медведев при встрече с вице-премьером и главой администрации Сергеем Собяниным поручил правительству РФ рассмотреть предложение Максима Калашникова, касающееся технологической модернизации экономики, которое он прочитал в Интернете. Позже Калашников сообщал о встрече с Собяниным и заместителем главы администрации президента Владиславом Сурковым (4 декабря 2009), чиновники факт встречи не подтвердили.
Письмо вызвало широкий резонанс в блогосфере.

## Политическая позиция
Называет себя «человеком из другой реальности, гражданином Империи». Выдвигал идею создания государства-корпорации.
В своем блоге называл себя «не коммунистом, а фашистом, но с крайним уважением относящимся к Сталину», "национал-футуристом и национал-сталинистом" (в 2016).
Распад СССР воспринял как личную трагедию, в своих книгах причинами распада СССР называл бюрократизацию правящей верхушки после Сталина и забвение своих героев.
В августе 2015 года СБУ внесла Кучеренко в список деятелей культуры, действия которых создают угрозу национальной безопасности Украины.
В 2023 году стал членом Клуба рассерженных патриотов — организации Игоря Стрелкова, которая выступает в поддержку вторжения России на Украину и критикует российские власти за «неумелое ведение боевых действий».

## Уголовное преследование
В 2009 году журналистка «Радио Свобода» Анастасия Кириленко обращалась в ФСБ с просьбой оценить высказывания Максима Калашникова на возможное разжигание ненависти. В частности, писатель заявлял о необходимости «вернуть Украину в состав России» и угрожал комментаторам в своём ЖЖ.
2 июня 2016 года в 09.00 в квартире Калашникова прошёл обыск силами Центра по противодействию экстремизму, были изъяты три ноутбука, блокноты, флешки и книги. Позже Калашников был принудительно доставлен в качестве свидетеля в Дорогомиловский межрайонный отдел СК. Поводом стало уголовное дело в отношении националиста Юрия Екишева, соратника осуждённого по обвинению в подготовке мятежа полковника Владимира Квачкова, согласно указанным в решении суда данным следствия, неустановленное лицо в неустановленное время от имени Екишева размещало в блоге Калашникова материалы «Народного ополчения Минина и Пожарского» (НОМП), направленные на возбуждение ненависти к евреям.

## Семья
Женат, пара воспитала троих детей.

## Перечень работ

### Книги
- Максим Калашников. Московский спрут. — 1993.
- Максим Калашников. Москва — империя тьмы. — 1995.
- Максим Калашников. Сломанный меч империи. — 2002.
- Максим Калашников. Битва за небеса. — 2002.
- Максим Калашников, Юрий Крупнов. Гнев орка. — 2003.
- Максим Калашников, Сергей Кугушев. Третий проект в 3-х томах. — 2005.
- Максим Калашников. Вперёд, в СССР-2. — 2003.
- Максим Калашников. Код Путина. — 2004. — ISBN 966-8882-29-6.
- Максим Калашников, Юрий Крупнов. Оседлай молнию. — 2004.

- Максим Калашников. Война с Големом. — АСТ, Астрель, 2006. — 672 с. — 20 000 экз. — ISBN 5-17-033755-8, ISBN 5-271-13535-7.
- Максим Калашников, Родион Русов. Сверхчеловек говорит по-русски. — АСТ, Астрель, 2006. — 640 с. — (Великие противостояния). — 20 000 экз. — ISBN 5-17-037432-1, ISBN 5-271-14118-7.
- Максим Калашников. Крещение огнём: Вторжение из будущего. — АСТ, Астрель, Хранитель, 2007. — 448 с. — (Великие противостояния). — 5000 экз. — ISBN 978-5-17-040991-4, ISBN 978-5-271-15521-5, ISBN 978-5-9762-2359-2.
- Максим Калашников. Крещение огнём: Вторжение из будущего. — Астрель, АСТ, Хранитель, 2007. — 448 с. — 10 000 экз. — ISBN 978-5-17-042312-5, ISBN 978-5-271-16107-0, ISBN 978-5-9762-2698-2.
- Максим Калашников, Игорь Бощенко. Будущее человечество. Открытый код власти: загадки третьего тысячелетия. — АСТ, Хранитель, Астрель, 2007. — 320 с. — 5000 экз. — ISBN 978-5-17-042329-3, ISBN 978-5-271-16152-0, ISBN 978-5-9762-3634-9.
- Русская Доктрина / Максим Калашников рекомендует; ред. Кобяков, А., Аверьянов В. — Эксмо, 2007. — 864 с. — (Русская Правда). — 8000 экз. — ISBN 978-5-903339-09-9.
- Максим Калашников. Крещение огнём: Борьба исполинов. — АСТ, Астрель, 2008. — 512 с. — (Великие противостояния). — 8000 экз. — ISBN 978-5-17-051332-1, ISBN 978-5-271-20710-5.
- Максим Калашников. Крещение огнём: Борьба исполинов. — АСТ, Астрель, 2008. — 512 с. — 7000 экз. — ISBN 978-5-17-051333-8, ISBN 978-5-271-20711-2.
- Максим Калашников. Цунами 2010-х годов. — Фолио, 2008. — 576 с. — 10 000 экз. — ISBN 978-5-94966-194-9.
- Максим Калашников. Крещение огнём: Алтарь победы. — Фолио, 2008. — 512 с. — (Великие противостояния). — 4000 экз. — ISBN 978-5-94966-184-0.
- Максим Калашников. Крещение огнём: Вьюга в пустыне. — Фолио, 2009. — 640 с. — 7000 экз. — ISBN 978-5-94966-186-4.
- Максим Калашников. Крещение огнём: Звезда пленительного риска. — Фолио, 2009. — 544 с. — 7000 экз. — ISBN 978-5-94966-187-1.
- Максим Калашников, Сергей Бунтовский. Независимая Украина: Крах проекта. — Фолио, 2009. — 416 с. — 10 000 экз. — ISBN 978-5-94966-188-8.
- Максим Калашников. Глобальный Смутокризис. — Харвест, 2009. — 640 с. — 5000 экз. — ISBN 978-985-16-7002-0.
- Максим Калашников. Глобальный Смутокризис. — Харвест, 2009. — 640 с. — 7000 экз. — ISBN 978-985-16-7003-7.
- Владимир Кучеренко. Низшая раса. — Яуза, Эксмо, 2009. — 512 с. — 4000 экз. — ISBN 978-5-699-38550-8.
- Максим Калашников. Россия на дне. Есть ли у нас будущее? — Яуза-Пресс, 2009. — 352 с. — 5000 экз. — ISBN 978-5-9955-0105-3.
- Максим Калашников, Евгений Осинцев. Завтра была война: 22 декабря 201... года. — АСТ, Астрель, ВКТ, 2010. — 384 с. — 10 000 экз. — ISBN 978-5-17-067386-5, 978-5271-28065-8, 978-5-226-02715-4.
- Максим Калашников, Виталий Аверьянов, Андрей Фурсов. Новая опричнина, или Модернизация по-русски. — Фолио, 2011. — 5000 экз. — ISBN 978-5-94966-218-2.
- Максим Калашников, Константин Бабкин. «Агония или рассвет России. Как отменить смертный приговор?». — М.: Яуза, 2012. — 400 с. — ISBN 978-5-9955-0396-5.
- Максим Калашников. Крах путинской России: Тьма в конце туннеля / Д.Галкина.. — Москва: ООО «Яуза-пресс», 2013. — 320 с. — («Грязное бельё» Кремля). — 2100 экз. — ISBN 978-5-9955-0493-1.
- Максим Калашников. Мировая революция-2.0. — Алгоритм, 2014. — 448 с. — (Меч империи). — 2000 экз. — ISBN 978-5-4438-0603-7.
- Максим Калашников. Хроники невозможного. Фактор «Х» для русского прорыва в будущее. — Алгоритм, 2013. — 496 с. — (Меч Империи). — 2500 экз. — ISBN 978-5-4438-0561-0.
- Максим Калашников. Новая инквизиция. Кто мешает русскому прорыву? — Алгоритм, 2014. — 240 с. — (Меч империи). — 2000 экз. — ISBN 978-5-4438-0679-2.

Для двух первых книг псевдоним «Максим Калашников» не использовался. В 2003 г. книги «Сломанный меч империи» и «Битва за небеса» были выпущены в виде покетбуков (в количестве двух и трёх книжек, соответственно). В 2003—2006 гг. без изменений вышли дополнительные тиражи «Сломанного меча империи», «Битвы за небеса», «Вперёд, в СССР-2» и т. 1 «Третьего проекта» (в издательствах «АСТ», «Крымский мост-9Д» и «Эксмо-Яуза»).

### Брошюры
- Геноцид русского народа. Что может нас спасти? (2005).
- Американское иго. Зачем дяде Сэму русские рабы (2005).
- «Вор должен сидеть в тюрьме!» (2006).